# Katharine Graham
Katharine Graham (New York, 16 juni 1917 - Sun Valley (Idaho), 17 juli 2001) was een Amerikaans krantenuitgeefster.

## Levensloop
Ze werd geboren als Katharine Meyer en begon haar studie aan het Vassar College, waarna ze deze afsloot aan de universiteit van Chicago in 1938. Vervolgens was ze eerst verslaggeefster voor de San Francisco News maar vertrok ze nog hetzelfde jaar naar The Washington Post.
In 1940 huwde ze met de latere mede-uitgever en mediaondernemer Philip Graham. Met hem kreeg ze vier kinderen. In 1963 pleegde hij zelfmoord en hierna leidde ze bijna 35 jaar lang de Washington Post Company. Van 1973 tot 1991 was ze lid van de raad van bestuur en van 1993 tot haar dood in 2001 bestuursvoorzitter van de onderneming.
Tussen 1969 en 1979, een tijd waarin zich onder meer het Watergateschandaal afspeelde, was ze uitgeefster van The Washington Post. Haar zoon Donald nam het roer van haar over.
Haar memoires, Personal History, vormden de basis voor de film The Post van Steven Spielberg.

## Autobiografie
- 1997: Personal History, Alfred A. Knopf Incorporated, ISBN 978-0297819646

## Erkenning
Voor haar boek Personal History werd ze in 1998 bekroond met de Pulitzerprijs. 
Verder ontving ze in 1997 een Four Freedoms Award Freedom Medal en in 2002 postuum de Presidential Medal of Freedom.
- Bibsys: 90671585
- Biblioteca Nacional de España: XX1333277
- Catàleg d'autoritats de noms i títols de Catalunya: 981058617521506706
- CiNii: DA10735659
- Gemeinsame Normdatei: 119069245
- International Standard Name Identifier: 0000 0001 1455 5435
- Library of Congress Control Number: n79109289
- Nationale Bibliotheek van Letland: 000123044
- National Archives and Records Administration: 10581919
- Bibliotheek van het Japanse parlement: 00665084
- Nationale Bibliotheek van Tsjechië: mzk2005282369
- Nationale bibliotheek van Australië: 35139105
- Nationale Bibliotheek van Israël: 987007310071205171
- Nationale en Universitaire bibliotheek Zagreb: 000386928
- Nederlandse Thesaurus van Auteursnamen: 160815622
- SNAC: w65h7qtn
- Système universitaire de documentation: 07990307X
- Trove: 839089
- Virtual International Authority File: 115577779
- WorldCat: E39PBJqFPdQVKXMTGxgBkCk4bd